# Савицкий, Виталий Викторович
Виталий Викторович Савицкий (18 июля 1955, Таллин, Эстонская ССР, СССР — 9 декабря 1995, Санкт-Петербург, Россия) — советский и российский учёный, политический деятель, депутат Государственной Думы ФС РФ первого созыва (1993—1995), кандидат биологических наук.

## Биография
Среднее образование получил во 2-й пярнуской школе рабочей молодёжи в 1974 году. С 1970 по 1972 год работал на Пярнуском льнокомбинате подсобным рабочим, с 1972 по 1974 год — токарем на заводе пищевого машиностроения. По направлению завода в 1974 году поступил в Калининградский государственный университет, на пятом курсе перевёлся в Ленинградский государственный университет, в 1979 году получил высшее образование по специальности «биология». Учился в аспирантуре ЛГУ на кафедре генетики и селекции. В 1982—1983 году проходил срочную службу в строительный войсках рядовым, сержантом. В 1983 году был демобилизован досрочно, восстановлен в аспирантуре Ленинградского государственного университета. В 1985 году защитил диссертацию на соискание учёной степени кандидата биологических наук.
С 1985 по 1987 год работал в городе Сосновый Бор Ленинградской области в Научно-исследовательском технологическом институте в должности руководителя научной группы. В 1986—1987 году участвовал в ликвидации последствий аварии на Чернобыльской АЭС. В 1987 вместе с писателем Д. Граниным участвовал в создании общества милосердия «Ленинград». С 1988 года работал в Ленинградском государственном университете научным сотрудником НИИ вычислительной математики и процессов управления.
Был одним из создателей и лидеров демократического движения Санкт-Петербурга, редактором и одним из ведущих авторов самиздатского еженедельника «Воскресение», организатором неформальной группы «Человек», преобразованной потом в Христианско-демократическое объединение. В 1988—1992 году инициатор создания и сопредседатель Российского христианско-демократического движения.
В 1993 году избран депутатом Государственной думы РФ I созыва от Западного одномандатного избирательного округа № 206 города Санкт-Петербурга (получил 11,59 % голосов). В Государственной думе был членом фракции «Выбор России», заместителем председателя Комитета ГД по делам общественных объединений и религиозных организаций.
В марте 1994 года входил в инициативную группу по созданию партии «Демократический выбор России» (ДВР). 9 декабря 1995 года погиб в автомобильной аварии в г. Санкт-Петербурге.

## Законотворческая деятельность
За время исполнения полномочий депутата Государственной думы I созыва выступил соавтором закона «Об альтернативной гражданской службе».